# Nuoto ai IV Giochi panamericani
Il nuoto ai Giochi panamericani 1963 ha visto lo svolgimento di 16 gare, 8 maschili e 8 femminili.

## Medagliere
| #      | Nazione     | Oro | Argento | Bronzo | Totale |
| ------ | ----------- | --- | ------- | ------ | ------ |
| 1      | Stati Uniti | 16  | 9       | 2      | 27     |
| 2      | Canada      | 0   | 6       | 9      | 15     |
| 3      | Argentina   | 0   | 1       | 1      | 2      |
| 4      | Brasile     | 0   | 0       | 3      | 3      |
| 4      | Venezuela   | 0   | 0       | 1      | 1      |
| Totale | Totale      | 16  | 16      | 16     | 48     |

## Podi

### Uomini
| Evento               | Oro                                                                     | Prest.  | Argento                                                             | Prest.  | Bronzo                                                                                       | Prest.  |
| Stile libero         |                                                                         |         |                                                                     |         |                                                                                              |         |
| 100 m                | Steve Clark                                                             | 54”7    | Steven Jackman                                                      | 54”8    | Daniel Sherry                                                                                | 56”1    |
| 400 m                | Roy Saari                                                               | 4'19”3  | Don Schollander                                                     | 4'23”3  | Sandy Gilchrist                                                                              | 4'29”1  |
| 1500 m               | Roy Saari                                                               | 17'26”2 | Sandy Gilchrist                                                     | 17'58”9 | Ralph Hutton                                                                                 | 18'08”6 |
| Dorso                |                                                                         |         |                                                                     |         |                                                                                              |         |
| 100 m                | Ed Bartsch                                                              | 1'01”5  | Chuck Bittick                                                       | 1'02”1  | Athos de Oliveira                                                                            | 1'03”2  |
| Rana                 |                                                                         |         |                                                                     |         |                                                                                              |         |
| 200 m                | Chester Jastremski                                                      | 2'35”4  | Ken Merten                                                          | 2'38”4  | John Kelso                                                                                   | 2'41”4  |
| Farfalla             |                                                                         |         |                                                                     |         |                                                                                              |         |
| 200 m                | Carl Robie                                                              | 2'11"3  | Fred Schmidt                                                        | 2'13"3  | Luis Alberto Nicolao                                                                         | 2'16"1  |
| Staffette            |                                                                         |         |                                                                     |         |                                                                                              |         |
| 4x200 m stile libero | Stati Uniti Gary Ilman Richard McDonough David Lyons Ed Townsend        | 8'16”9  | Canada Ralph Hutton Alowin Meinhardt Ed Casalet Sandy Gilchrist     | 8'33”0  | Brasile Athos de Oliveira Antonio Renzo Filho Antonio Celso Guimarães Peter Wolfgang Metzner | 8'41”4  |
| 4x100 m misti        | Stati Uniti Richard McGeagh Bill Craig Walter Richardson Nicholas Kirby | 4'05”6  | Argentina Carlos Van der Maath Alberto Pérez Luis Nicolao Abel Pepe | 4'17”3  | Canada Ed Casalet John Kelso Daniel Sherry Sandy Gilchrist                                   | 4'25”0  |

### Donne
| Evento               | Oro                                                                        | Prest. | Argento                                                           | Prest. | Bronzo                                                                                    | Prest. |
| Stile libero         |                                                                            |        |                                                                   |        |                                                                                           |        |
| 100 m                | Terri Lee-Stickles                                                         | 1:02.8 | Mary Stewart                                                      | 1:03.3 | Kathleen Ellis                                                                            | 1:03.5 |
| 200 m                | Robyn Johnson                                                              | 2:17.5 | Terri Lee-Stickles                                                | 2:18.4 | Lynne Pomfret                                                                             | 2:28.4 |
| 400 m                | Sharon Finneran                                                            | 4:52.7 | Robyn Johnson                                                     | 4:56.1 | Lynne Pomfret                                                                             | 5:20.4 |
| Dorso                |                                                                            |        |                                                                   |        |                                                                                           |        |
| 100 m                | Nina Harmer                                                                | 1:11.5 | Cathy Ferguson                                                    | 1:13.1 | Eileen Weir                                                                               | 1:14.5 |
| Rana                 |                                                                            |        |                                                                   |        |                                                                                           |        |
| 200 m                | Alice Driscoll                                                             | 2:56.2 | Roby Whipple                                                      | 2:57.7 | Marjon Wilmink                                                                            | 3:00.0 |
| Farfalla             |                                                                            |        |                                                                   |        |                                                                                           |        |
| 100 m                | Kathleen Ellis                                                             | 1:07.6 | Mary Stewart                                                      | 1:08.9 | Kim Worley                                                                                | 1:11.6 |
| Staffette            |                                                                            |        |                                                                   |        |                                                                                           |        |
| 4x100 m stile libero | Stati Uniti Elizabeth MacCleary Sharon Stouder Judy Norton Donna de Varona | 4:15.7 | Canada Lynne Pomfret Sharon Pierce Eileen Weir Mary Stewart       | 4:31.7 | Brasile Eliana Souza Motta Maria Lourdes Teixeira Angela Maria Palioli Vera Maria Formiga | 4:34.3 |
| 4x100 m misti        | Stati Uniti Ginny Duenkel Cynthia Goyette Sharon Stouder Donna de Varona   | 4:49.1 | Canada Mary Stewart Madelaine Sevigny Sharon Pierce Lynne Pomfret | 4:52.5 | Venezuela Bettina Giller Luisa Ruiz Laura Varela Anneliese Rockenbach                     | 5:11.8 |